# Ballando con uno sconosciuto
Ballando con uno sconosciuto (in inglese Dance with a Stranger) è un film britannico del 1985 di Mike Newell, ispirato alla vicenda di Ruth Ellis, che nel 1955 fu l'ultima donna a essere giustiziata nel Regno Unito.
Fu presentato alla Quinzaine des Réalisateurs del 38º Festival di Cannes.

## Trama
Ruth, entraîneuse madre di due bambini, conosce nell'estate del 1953 David, affascinante pilota di gare automobilistiche: la loro relazione è costellata da frequenti liti, cui testimonia anche Desmond, spasimante della donna che vorrebbe offrirle una vita tranquilla, ma che viene preso in considerazione solo quando può aiutarla nei momenti difficili.
Il rapporto tra Ruth e David peggiora: lui si dà all'alcool; lei, licenziata dal club e sfrattata, si trasferisce da Desmond, illudendolo d'avere definitivamente rotto con David, ma i due in realtà continuano a frequentarsi, finché Desmond scopre l'inganno e allontana Ruth.
La donna non vuole credere che David sia stanco di lei; dopo avere subito un aborto, inizia anche lei a bere e ad assumere forti quantità di tranquillanti.
David, che vuole sfuggire all'insistenza di Ruth, si trasferisce a casa degli amici Anthony e Carole, ma una serata dopo Pasqua 1955 Ruth lo rintraccia e, fuori da un pub, gli spara.
Ruth viene processata e condannata a morte.
Il 13 luglio 1955 la sentenza viene eseguita mediante impiccagione: sarà l'ultima donna a essere giustiziata nel Regno Unito; nove anni più tardi sarebbe stata eseguita l'ultima condanna a morte e nel 1965 la pena di morte nel Paese sarebbe stata abrogata per i maggiori reati, rimanendo in casi residui fino al 1998.

## Riconoscimenti
- 1986 - David di Donatello
  - Candidatura Miglior attrice straniera a Miranda Richardson

- Festival di Cannes 1985 - Premio Giovani a Mike Newell